# Dealurile de Vest
Dealurile de Vest reprezintă o unitate geografică deluroasă situată în partea vestică a Carpaților Occidentali.

## Limite
Sunt situate în partea de vest a țării,de unde și numele,la limita dinspre vest a Carpaților Occidentali, unde au forma unei borduri deluroase,cu înălțime variabilă, fragmentate pe alocuri de pătrunderile câmpiei,până în apropierea munților. De la nord la sud se desfășoară între Valea Someșului și, respectiv,frontiera de stat cu Serbia, Dealurile de Vest fiind interpus între Carpații Occidentali (în est) și Câmpia de Vest (în vest).

## Geneza
Aceste dealuri s-au format prin depunerea materialelor grosiere la marginea zonei montane la sfârșitul neozoicului. Aceste materiale au fost puternic erodate de către acțiunea apelor curgătoare.

## Caracteristici specifice
Formarea vorbește despre tipul unității de relief: este o unitate piemontană cu înclinare dinspre zona montană spre zona de câmpie (Est spre Vest). Altitudinile scad de la 450 m la sub 200 m, în partea de vest. Râurile au fragmentat piemontul astfel că, aspectul actual este de dealuri prelungi situate discontinuu. Tipul de relief fluvial este bine conturat cu terase și lunci largi.
Alcătuirea geologică cuprinde pietrișuri, nisipuri, intercalații de argile și cărbuni inferiori (lignit, în partea nordică). Între porii rocilor s-au acumulat rezerve de hidrocarburi, exploatate în zona Barcăului.
Foste masive montane s-au scufundat treptat și au fost acoperite de materiale sedimentare transportate de râuri; acestea formează în partea de nord o punte de legătură între Carpații Occidentali și Carpații Orientali numită Jugul intracarpatic. Acesta este alcătuit din culmi cristaline precum Dealul Preluca, Dealul Codrului, Dealul Prisnel, Dealul Mare.
Dealurile de Vest pătrund în spațiul montan occidental prin depresiuni golf: pe valea Crișului Repede, depresiunea Vad–Borod, pe valea Crișului Negru, depresiunea Beiuș, pe valea Crișului Alb, depresiunea Gurahonț și pe valea Carașului, depresiunea Oraviței.

## Regionarea
- Dealurile Silvaniei, în partea de nord, cuprinzând jugul intracarpatic și depresiunile submontane Șimleu și Baia Mare.
- Dealurile Crișanei, mărginând Apusenii, cu numeroase depresiuni golf.
- Dealurile Lipovei situate la sud de Mureș.
- Dealurile Banatului, ce sunt situate în dreptul Grupei Banat.

## Clima
Poziția geografică (în sectorul de influență oceanică) determină un climat mai umed, de tranziție între munți și câmpie.
Climatul specific este cel al dealurilor joase (sub 500 m), cu temperaturi medii anuale de 8-10°C, cu precipitații bogate,de 700-1000mm pe an,datorate influențelor oceanice și celor submediteraneene (care se manifestă la sud de Valea Timișului), specifice fiind vânturile de vest și sud-vest.Către nord temperaturile scad;iernile sunt mai blânde în sud, cu ploi prelungite toamna.

## Hidrografia
Rețeaua hidrografică este foarte bogată și orientată, în general, de la est către vest. Principalele artere hidrografice sunt: Someș, Lăpuș, Crasna, Barcău, Crișul Repede, Crișul Negru, Crișul Alb, Mureș, Bega, Timiș, Bârzava și Caraș. Apele de adâncime apar în lungul faliilor din fundamentul marginal carpatic,având caracter termal. La limita Câmpiei de Vest cu Dealurile de Vest,prezența apelor termale,având și unele săruri în conținut (ca de exemplu bicarbonate-sulfurate la Băile Felix, 1 Mai, Tinca), a adus faima unor stațiuni balneare de interes terapeutic precum Băile Felix, 1 Mai și Buziaș.

## Vegetația
Dealurile de Vest au suprafețe mari acoperite de păduri de stejar caracteristice climei. Între speciile pădurii apar stejarii pufoși și stejarii brumării.

## Fauna
Caracteristice pădurilor sunt mamifere precum căprioara, mistrețul, lupul, vulpea, pisica sălbatică, râsul, viezurele, iepurele. Între păsări se remarcă găinușa de alun, ciocănitoarea, cucul, fazanul, prepelița, șoimul, bufnița iar între pești mreana și bibanul.

## Solurile
Partea superficială terestră se compune din soluri care fac parte din clasa argiluvilsolurilor cu tipurile cenușiu și brun – roșcat.

## Resurse naturale
Dealurile de Vest conțin resurse de cărbuni inferiori (lignit) ce sunt exploatați în Bazinul Barcăului. Alte resurse includ apele curgătoare (sunt amenajate lacuri hidroenergetice pe Crișul Repede în depresiunea Vad-Borod și lacuri de tip iazuri utilizate în piscicultură), solurile (ce permit viticultura prin podgoriile Valea lui Mihai, Ineu, Arad), fondul forestier și fondul cinegetic. Din albia râurilor sunt utilizate în industria materialelor de construcții pietrișurile și nisipurile.